# Zanele Muholi

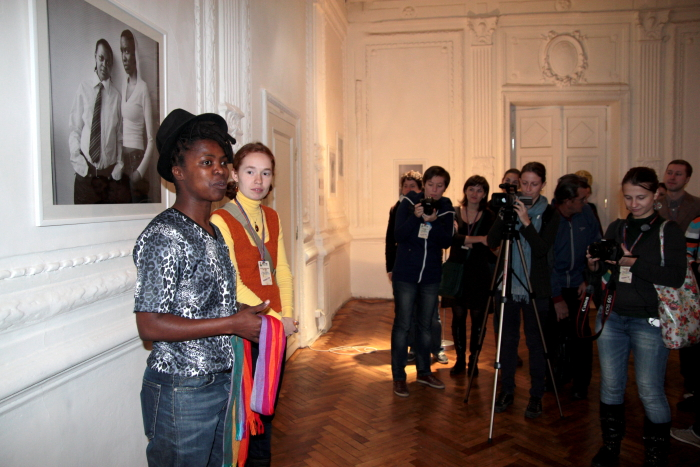
Zanele Muholi beim International Gay and Lesbian Film Festival «Side by Side» (2011)

Zanele Muholi (* 19. Juli 1972 in Umlazi, Südafrika) ist eine nichtbinäre Person, die weltweit für Fotografie, Videokunst und Installationen bekannt ist und aktiv für LGBTQ+-Rechte eintritt.

## Leben
Zanele Muholi ist das jüngste von fünf Geschwistern und schloss 2003 die Ausbildung in der Fotografie beim Market Photo Workshop im Market Theatre in Johannesburg ab. Im Jahr 2004 hatte Muholi die erste Einzelausstellung in Johannesburg. Das Studium an der Ryerson University im kanadischen Toronto schloss Muholi 2009 mit dem akademischen Grad Master of Fine Arts in der Sparte Dokumentation ab. Das Thema der Abschlussarbeit war Visuelle Geschichte der schwarzen, lesbischen Identität und die Politik im Südafrika nach dem Ende der Apartheid.
Muholi identifiziert sich als nichtbinär und verwendet im Englischen das geschlechtsneutrale Pronomen they.

## Werdegang
Muholi arbeitete fotografisch und journalistisch für das Online-Magazin Behind the Mask für die afrikanischen Themen der LGBTQ+ (Lesben, Schwule, Bisexuelle, Trans, Queer). Im Jahr 2002 war Muholi unter den Mitbegründern des Forum for the Empowerment of Women (FEW), einer Organisation schwarzer Lesben, die sichere Plätze für Treffen und die Arbeit lesbischer Personen einrichtet. In verschiedenen Projekten erforschte und dokumentierte Muholi kriminelle Handlungen gegen lesbische Personen wie „korrigierende Vergewaltigungen“ (corrective rape) oder tätliche Übergriffe, um dadurch die Öffentlichkeit auf diese Probleme aufmerksam zu machen.
Die Mehrzahl von Muholis Arbeiten und Ausstellungen, sowohl in Südafrika als auch international, dienen den gleichen Zielen, wobei Muholi besonders die Homosexualität unter schwarzen Menschen darstellt. Im Jahr 2009 weigerte sich die südafrikanische Ministerin für Kunst und Kultur, Lulu Xingwana, eine Ausstellung mit Fotos Muholis zu eröffnen. Die Bilder seien unmoralisch, beleidigend und dienten nicht der Bildung einer geeinten Nation. Im Jahr 2012 wurden bei einem Einbruchdiebstahl versteckt gelagerte Festplatten mit wichtigen Teilen Muholis Arbeit zusammen mit weiteren Arbeitsgeräten aus Muholis Wohnung entwendet.
Im Oktober 2013 erhielt Zanele Muholi eine Honorarprofessur an der Hochschule für Künste Bremen. Im Jahr 2015 war Muholi für den Deutsche Börse Photography Foundation Prize nominiert. 2019 waren Muholis Arbeiten Teil der von Ralph Rugoff kuratierten 58. Biennale von Venedig.

## Auszeichnungen und Ehrungen
- 2005: Tollman Award for the Visual Arts
- 2006: Fellowship for Visual Arts der BHP Billiton / Witwatersrand-Universität
- 2009: Thami Mnyele Residency Amsterdam, Niederlande
- 2009: Ida & Ely Rubin Residency des Massachusetts Institute of Technology (MIT), Cambridge (Massachusetts), USA
- 2013: Ernennung zur Honorarprofessorin der Hochschule für Künste Bremen
- 2013: Prinz-Claus-Preis
- 2020: Spectrum – Internationaler Preis für Fotografie[6]

## Ausstellungen
Einzelausstellungen
- 2004: Visual Sexuality as Part of Urban Life. Market Photo Workshop exhibition. Johannesburg Art Gallery, Johannesburg, Südafrika.
- 2006: Slide Show. Kunsthalle Wien project space, Wien, Österreich
- 2006: Only Half the Picture. Gallery Michael Stevenson, Kapstadt, Südafrika; danach: Market Photo Workshop, Johannesburg und Galerie 32-34, Amsterdam
- 2007: Being. Gallery Michael Stevenson, Kapstadt, Südafrika
- 2009: Like a Virgin. Centre for Contemporary Art (CCA), Lagos, Nigeria
- 2009: Faces and Phases. Gallery Brodie/Stevenson, Johannesburg
- 2010: Indawo Yami. Gallery Michael Stevenson, Kapstadt
- 2011/2012: Fragments of a New Story. Casa África, Granada, Spanien
- 2014: Zanele Muholi. Fotografien. Schwules Museum, Berlin[7]
- 2017: Zanele Muholi. Stedelijk Museum, Amsterdam, Niederlande[8]
- 2021/2022: Zanele Muholi. Gropius-Bau, Berlin[9][10]
- 2023: Zanele Muholi, Kunstmuseum Luzern, Luzern, Schweiz[11][12]
- 2024: Zanele Muholi Tate Gallery of Modern Art, London

Gruppenausstellungen
- 2005: Erotic Blenders. Toronto, Kanada
- 2009: Rencontres africaines de la photographie. Bamako, Mali (Biennal of African Photography)
- 2011: For Those who Live in It: Pop Culture, Politics and Strong Voices. MU-Ausstellungsraum, Design Academy Eindhoven, Eindhoven, Niederlande
- 2011: Appropriated Landscapes: Contemporary African Art from The Walther Collection. Neu-Ulm
- 2012: Momentaufnahmen. Galerie Wentrup, Berlin
- 2012: Documenta 13. Kassel
- 2015: Imaginary Fact: South African Art and the Archive, Südafrikanischer Pavillon auf der Biennale di Venezia, Italien